# 克日什托夫·蒙琴斯基
克日什托夫·蒙琴斯基（波蘭語：Krzysztof Mączyński；1987年5月23日—），是一名波兰足球运动员，现效力于波兰足球甲级联赛球队克拉科夫维斯瓦。

## 俱乐部生涯
蒙琴斯基出自克拉科夫维斯瓦青训体系。2007年11月28日，他在波兰联赛杯克拉科夫维斯瓦对阵扎布热戈尔尼克的比赛射进在球队的首个进球，12月2日，他在和扎布热戈尔尼克的比赛上演波兰足球甲级联赛的首秀。在效力于克拉科夫期间，他两度被租借到波兰乙级联赛球队罗兹LKS，并在2010/11赛季帮助球队获得乙级联赛冠军，升级到甲级联赛。2011年8月，他和扎布热戈尔尼克签约两年，2013年成为球队队长。
2014年1月8日，他离开波兰，转会加盟中国足球超级联赛球队贵州人和。

## 国家队生涯
2013年11月，蒙琴斯基凭借赛季在俱乐部的精彩表现而入选波兰国家足球队。11月15日，他在波兰和斯洛伐克的国际友谊赛第76分钟替补托马什·约德沃维茨出场，上演国家队首秀。

## 荣誉
克拉科夫
- 波兰足球甲级联赛冠军：2007-08

罗兹LKS
- 波兰足球乙级联赛冠军：2010-11